# Karl Klaus von der Decken
El barón Karl Klaus (Carl Claus) von der Decken (Kotzen, Brandenburgo, 8 de agosto de 1833 - un lugar cerca de Bardera, Somalia, 2 de octubre de 1865) fue un explorador alemán de África oriental, recordado por haber sido el primer europeo que intentó escalar el monte Kilimanjaro.

## Biografía
Tras su paso por el ejército, von der Decken viajó por vez primera a África oriental en mayo de 1860. Exploró la región alrededor del lago Nyasa, sólo un año después de que David Livingstone hubiese sido el primer europeo en llegar a la zona. Al año siguiente, von der Decken partió de Mombasa para examinar el macizo del Kilimanjaro. Durante ese viaje hacia el interior, se encontró con el joven geólogo inglés Richard Thornton (1838-1863) —que había abandonado la expedición Zambezi de Livingstone— y le invitó a que le acompañara al Kilimanjaro. Cuando el macizo se alzaba frente a ellos, era la primera vez que había sido visto por europeos desde que Johannes Rebmann hubiera sido el primer europeo en verlo en 1848.
Von der Decken y Thornton reconocieron la zona, y estimaron con precisión que la altitud del monte Kilimanjaro debía de ser de unos 20.000 pies sobre el nivel del mar. Sin embargo, cuando su partida trató de subir a la montaña, el mal tiempo les impidió ascender más allá de unos pocos miles de pies. A su regreso al año siguiente, von der Decken, esta vez acompañado por Otto Kersten, un compañero explorador y químico alemán, el intento del grupo alcanzó alrededor de los 14.000 pies. Una vez más, sin embargo, el deterioro de las condiciones climáticas —y, según el relato de Kersten, los porteadores que no cooperaban— impidió a la partida subir más alto. La expedición no fue totalmente en vano, ya que hicieron observaciones cerca de la nevada cumbre del Kilimanjaro.
En 1863, von der Decken volvió su atención lejos de Kilimanjaro y visitó Madagascar y las islas Mascareñas de la costa de África oriental.
A finales de 1864 preparó de nuevo la que sería su segunda gran expedición en el África oriental, para la que contrató como secretario y cazador a Richard Brenner. En 1865 llegó a Somalia y de febrero a julio, exploró los ríos costeros Osi, Tula y Schamba y desde agosto hasta septiembre exploró el curso del río Jubba a bordo de un pequeño barco de vapor, el Welf, siendo el primer europeo en hacerlo en profundidad.
Después de que el Welf se fuera a pique en los rápidos más allá de Bardera, la expedición fue atacada por los por los nativos somalíes el 30 de septiembre de 1865 y el 1 de octubre, sobre Bardera, cuatro de sus miembros fueron asesinados, incluido el propio barón. Brenner comandó el grupo y volvió a Zanzíbar y desde allí regresó a Alemania. Al enterarse su familia de la trágica suerte del barón, mandaron a Brenner y Kinzelbach para encontrar sus restos. Brenner regresó a África y atravesó el territorio de los somalíes en noviembre de 1866 deteniéndose en Brava hasta enero de 1867, pero no pudo llegar esa vez a Bardera.

## Legado
Aunque von der Decken no pudo llegar a la cumbre del monte Kilimanjaro, los datos que él y Richard Thornton recogieron terminaron el debate en cuanto a si había alguna nieve o hielo perpetua en el África tropical. Durante su expedición de 1862, von der Decken también se convirtió en el primer europeo en recoger un avistamiento del monte Meru, que se encuentra más o menos a unas cuarenta millas al oeste del Kilimanjaro. 
Estos logros, junto con sus descripciones de la zona —incluyendo la del ave, que posteriormente llevó su nombre, el toco de Von der Decken— le supusieron la obtención de la Medalla de Patrono de la Royal Geographical Society en 1864. Lobelia deckenii, una especie de lobelia gigante nativa de las montañas del este de África, también fue nombrada en su honor.

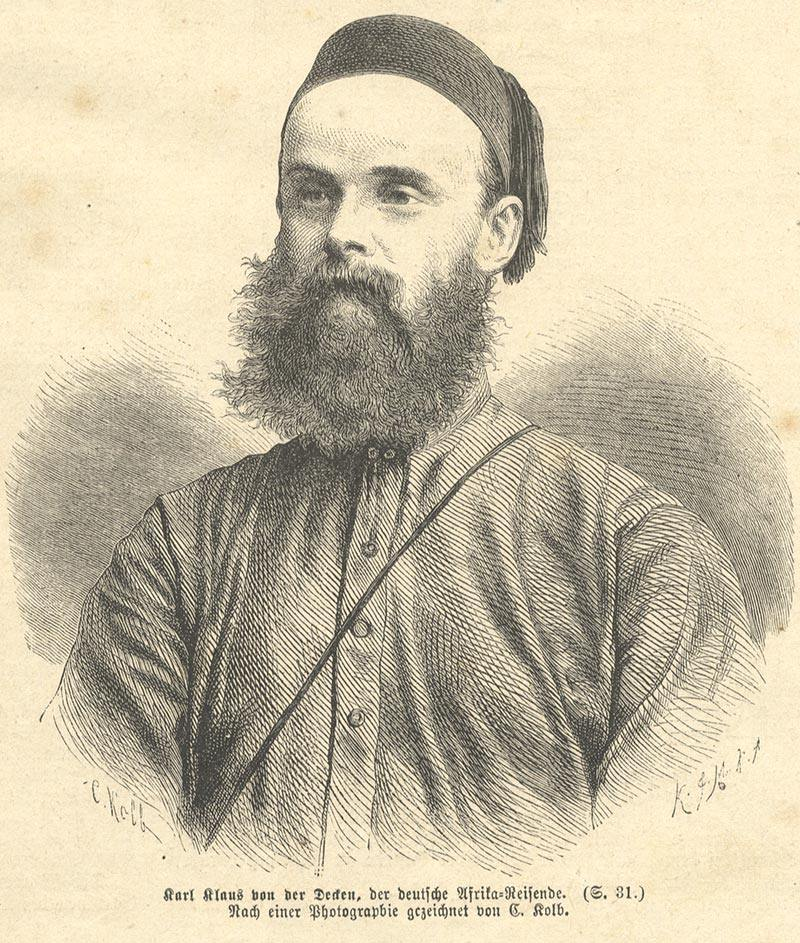
Karl Klaus von der Decken, grabado de C. Kolb 1874
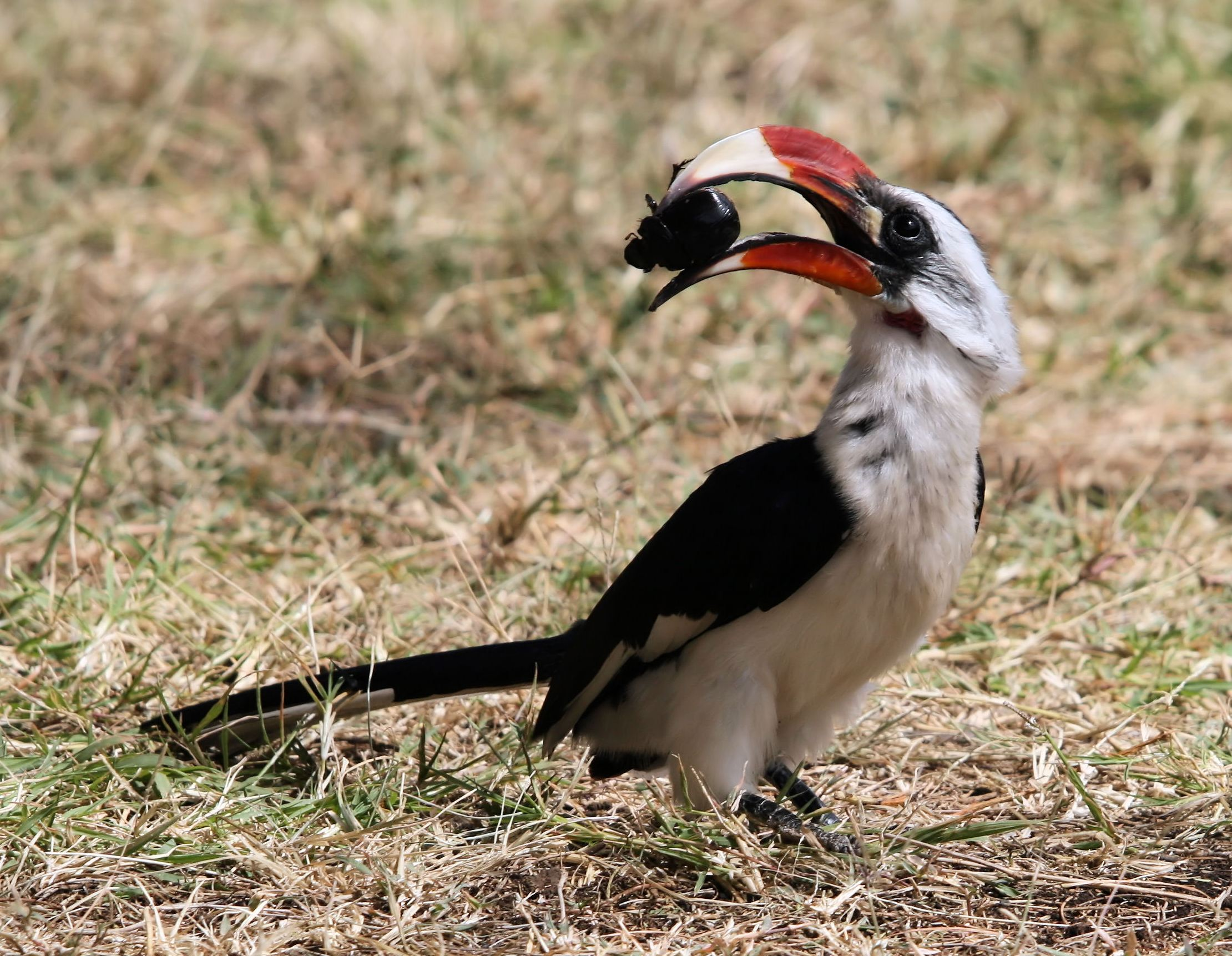
Macho de toco de Von der Decken, parque nacional Serengeti, Tanzania
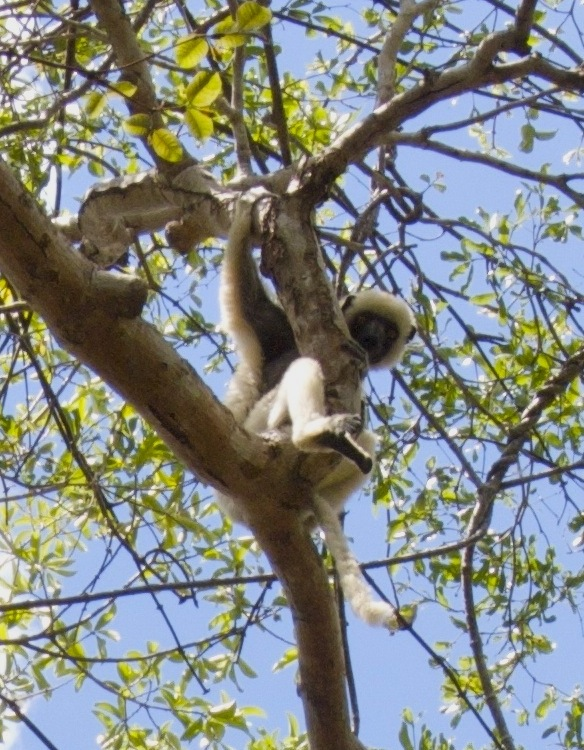
Sifaca de Decken
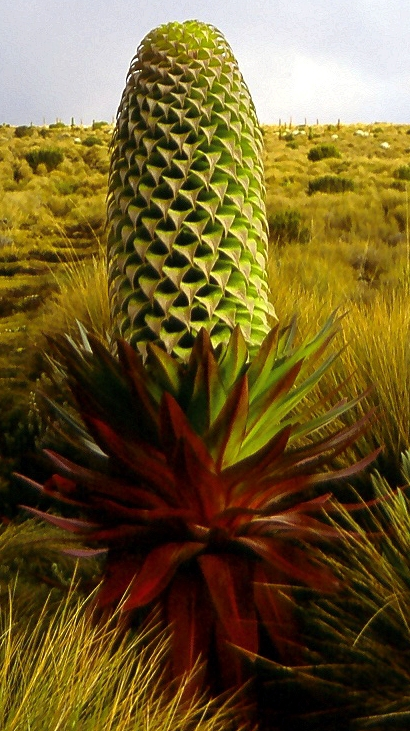
Lobelia deckenii en el Kilimanjaro
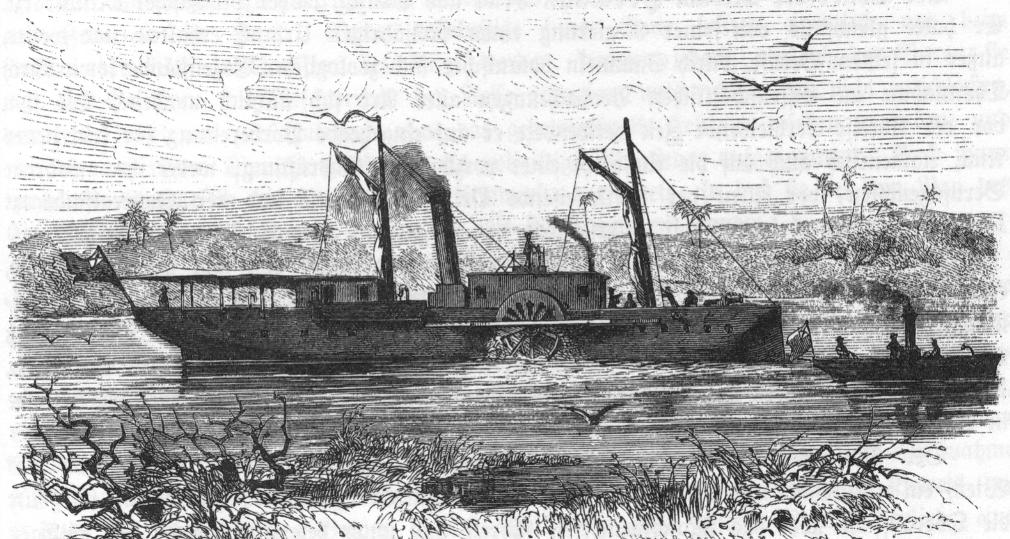
El vapor Welf  en la exploración del río Juba, junto a un pequeña embarcación
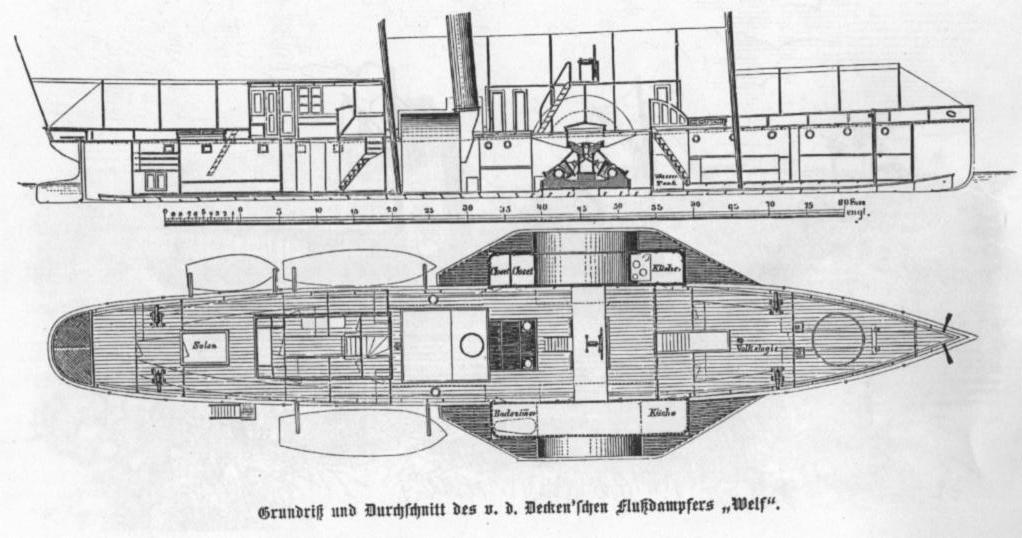
Planos de construcción del barco de vapor Welf
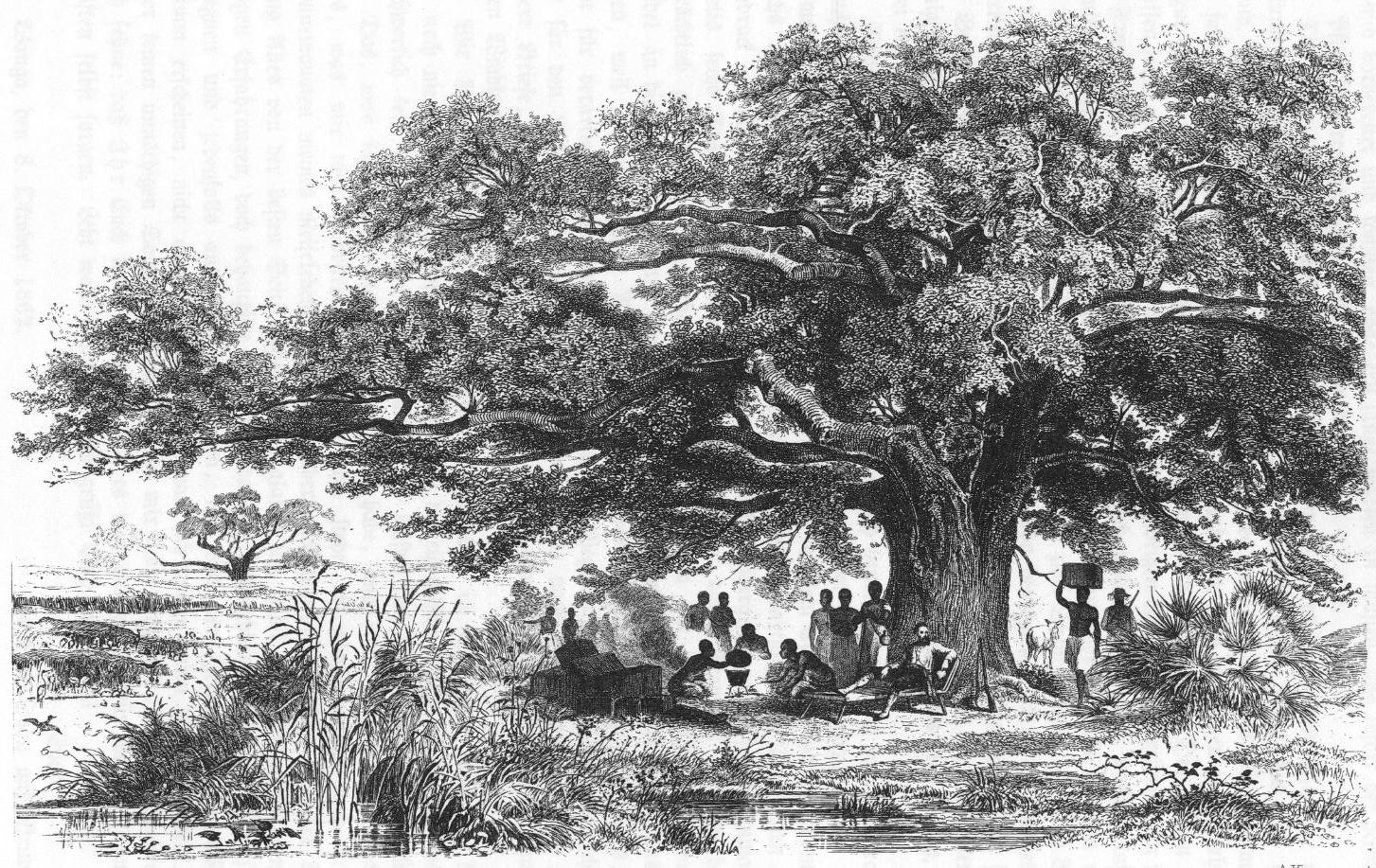
Rest Under a Big Tree [Descanso bajo un gran árbol]
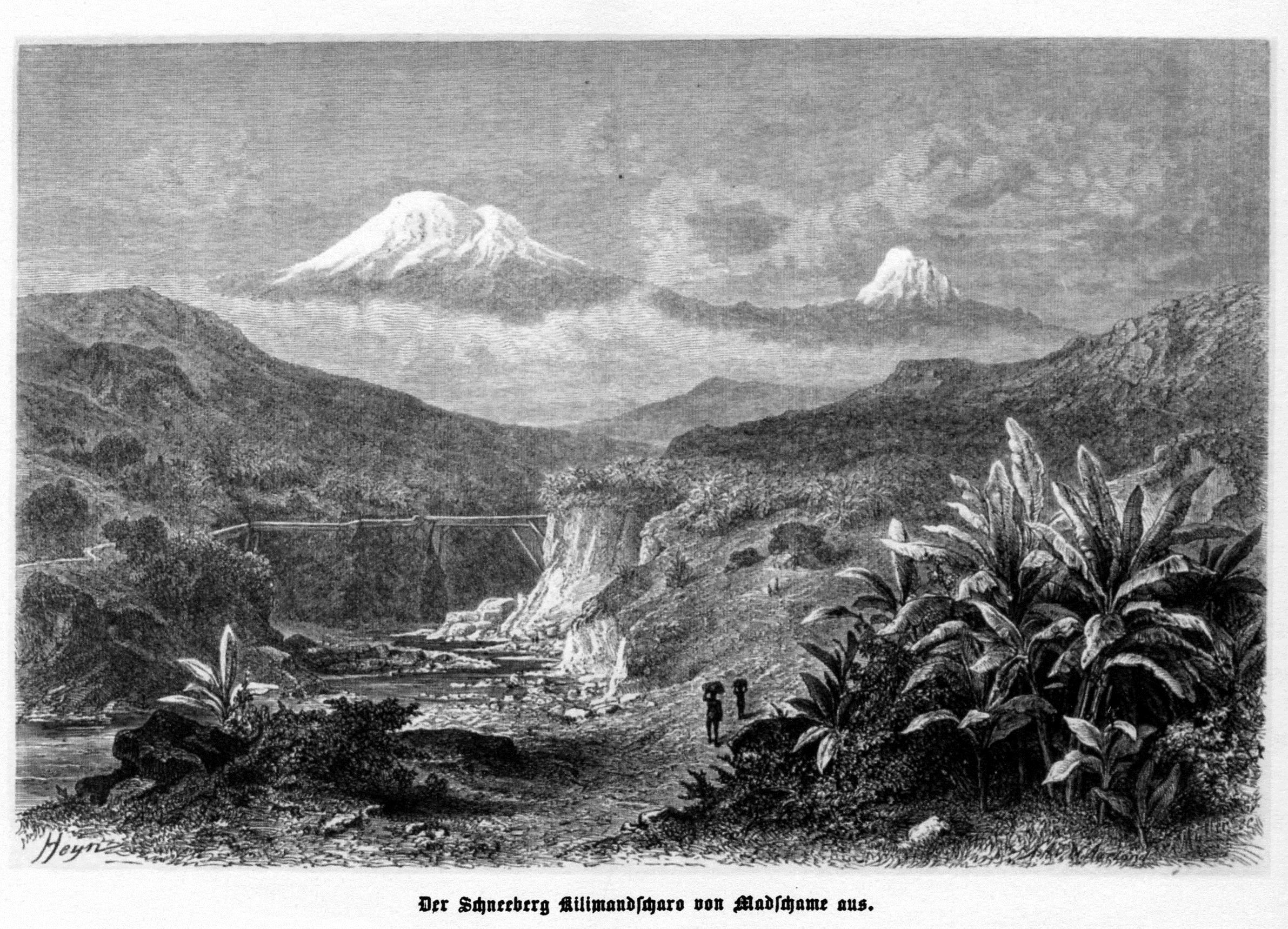
Kilimanjaro, grabado de 1869 de Ernst Heyn, creado a partir de un dibujo de Von der Decken